# كين أيريس
كين أيريس (بالإنجليزية: Ken Ayres)‏ هو لاعب كرة قدم بريطاني، ولد في 15 مايو 1956 في أكسفورد في المملكة المتحدة. لعب مع كريستال بالاس ومانشستر يونايتد.